# 코우다 마리코
코우다 마리코(일본어: 國府田 マリ子 こうだ まりこ[*], 1969년 9월 5일~)는 일본의 아오니 프로덕션에 소속되어 있는 성우 겸 가수이다. 사이타마현 미나미사이타마군 미야시로정  출신. 기혼. 애칭으로는 마리아네(マリ姉), 마리네상(マリねえさん) 등이 있다. 

## 출연 작품

### TV애니메이션
시기불명
- 마루코는 아홉살 - 시기불명 - 1992년 소녀, 여자아이

1991년
- 키테레츠 대백과 - 아키코, 여자아이 A
- 금붕어 주의보 - 아케코(아름)
- 겟타로보 호 - 여자아이A
- 울트라맨 키즈 - 아이들

1992년
- 소년 아시베 - 야마다 요코
- 스페이스 오즈의 모험 - 도로시
- 대초원의 작은 천사 부시베이비 - 톰 빌, 학생

1993년
- 고스트 스위퍼 - 오키누
- 츠요시 정신차려 - 미토모 마사미
- 즐거운 윌로 타운 - 애니, 랍피
- 닌자보이 란타로 - 유키(대역)

1994년
- 마멀레이드 보이 - 코이시카와 미키

1995년
- 애니 세계의 동화 - 그레텔
- 사우르스 팡팡 - 아가씨

1996년
- 명견 래시 - 프리실라 래드릭
- 겐지의 봄 - 토시

1997년
- CLAMP 학원 탐정단 - 미유키
- 포춘 퀘스트 L - 맥스
- HAUNTED 정션 - 하세가와 하나코

1998년
- 지켜줘 수호월천! - 수호월천 샤오린

1999년
- 크레용 신짱 - 신비한 마법소녀 마리
- 자폭군 - 퀸셀
- 주간 스토리 랜드 - 나미
- 몬스터팜 - 홀리

2000년
- 도라에몽 - 아오조라 유카리, 마호, 여자아이
- 원피스 - 카야

2001년
- 찬스 트라이앵글 섹션 - REIKA
- 포켓몬스터 - 사쿠라

2002년
- Kanon - 미나세 나유키

2003년
- 플라네테스 - 우주닌자의 전처
- 포켓몬스터 사이드 스토리 - 사쿠라

2004년
- 탐정학원Q - 호쇼 미츠루

2005년
- 무적코털 보보보 - 떡보(덴보)
- AIR - 미나세 나유키를 닮은 여학생
- GUN X SWORD - 비비안
- 제노사가 THE ANIMATION - 페브로니아

2006년
- 신족가족 - 후미코
- 디지몬 세이버즈 - 다이몬 사유리
- 파워퍼프걸Z - 시로가네 미코
- 빈곤자매 이야기 - 아스의 반의 선생
- 매지널 프린스 ~월계수의 왕자들~ - 크리스티나 그랜트

2007년
- 과학닌자대 갓챠핀 - 갓챠핀 3호
- 코드 기어스 반역의 를르슈 - 교사, 리포터
- 시온의 왕 - 야스오카 사치코

2008년
- 절대가련 칠드런 - 아카시 요시미
- 뱀파이어 기사 Guilty - 쿠란 쥬리
- 포르피의 긴 여행 - 엘레나

2009년
- 밀림의 왕자 레오 - 통신
- 명탐정 코난 - 세토 미즈키

2011년
- UN-GO - 쿠라미츠 미네
- 다마고치! - 멜로마마치

2012년
- 이것은 좀비입니까? 오브 더 데드 - 망상 유
- 스마일 프리큐어! - 호시조라 이쿠요
- 기어와라! 냐루코 양 - 르히 지스톤

2013년
- 탐험 도리랜드 - 월천사 쿠라라
- 원피스 에피소드 오브 메리 - 카야

2014년
- 명탐정 코난 - 나카니시 유카
- 해피니스 차지 프리큐어! - 퀸 미라주

2015년
- 모두 모여라! 팔콤 학교 SC - 크리스

2016년
- 판파카판츠 W오NEW! - 쿠로리

2017년
- 마사무네의 리벤지 - 모모
- 케모노 프렌즈 - 말코손바닥사슴(헤라지카)
- 드래곤볼 슈퍼 - 캬웨이
- 여동생만 있으면 돼 - 아리스

2018년
- 명탐정 코난 - 사메이 리카
- 센류소녀 - 유키시로 치후유

### OVA
1992년
- 우주의 기사 테카맨 블레이드 2 - 유미 프랑소와

1994년
- 더티페어 FLASH - 유리
- 상남2인조 - 이마이 나미키

1995년
- 이상한 나라의 미유키 - 미유키
- 은하아가씨전설 유나 - 시오리

1996년
- 은하아가씨전설 유나 - 시오리
- 팝 팀 에픽 - 포푸코(청룡ver. #14 A파트)

2000년
- 전심 지켜줘 수호월천! - 수호월천 샤오린

2002년
- Kanon - 미나세 나유키

2011년
- 장갑기병 보톰즈 - 수행승 A

### 극장판 애니메이션
1991년
- 드래곤 퀘스트 타이의 대모험（유메짱）

1994년
- GS 미카미 (오키누)

1995년
- 마멀레이드 보이 - 코이시카와 미키

1999년
- 트윈비 PARADISE（마리카）

2000년
- A・LI・CE（마리아〈SS1X〉）

### 게임
- 동급생 PCE&SS&동급생 마작 - 사쿠라기 마이
- 라이트닝 레전드 다이고의 모험 - 다이고 라이오
- 랑그릿사 2 - 리아나, 라나
- 뿌요뿌요 CD 通 - 트리오 더 반시
- 용기전승 - 뮤
- 은하아가씨전설 유나 - 대범한 시오리, 고귀한 사유카
- 프로젝트 크로스 존 2 : 브레이브 뉴 월드 - 우라시마 치즈루
- 프린세스 커넥트! - 아이카와 미사토
- 프린세스 커넥트! Re:Dive - 미사토
- FIST - 바니 메이
- Kanon - 미나세 나유키
- L@VE ONCE - 타카나시 시오네